# Galleria di Landrücken
La galleria di Landrücken (in tedesco Landrückentunnel) è una galleria ferroviaria di 10,8 km che collega le località tedesche di Kalbach e Sinntal ed è stata inaugurata nel maggio 1988.
Il tunnel è sulla ferrovia Hannover-Würzburg ed è utilizzato dagli InterCityExpress (ICE), InterCity(IC) e treni merci. La velocità massima consentita è di 250 km/h.